# Bài ca Tết cho em
Bài ca Tết cho em là một ca khúc về chủ đề mùa Xuân do nhạc sĩ Quốc Dũng sáng tác.

## Hoàn cảnh sáng tác
Theo lời kể của ca sĩ Bảo Yến, bài hát "Bài ca Tết cho em" được nhạc sĩ Quốc Dũng sáng tác để dành tặng cho bà để đánh dấu cột mốc tình cảm của cả hai ngay từ những ngày đầu gặp gỡ. Thời điểm đó, Bảo Yến là ca sĩ kiêm thư ký cho Đài truyền hình Thành phố Hồ Chí Minh, còn Quốc Dũng làm trưởng ban nhạc của đài, phụ trách hòa âm phối khí cho các chương trình trên màn ảnh nhỏ.
Bài hát được Quốc Dũng sáng tác vào năm 1982, gồm ba khổ, 12 câu với giai điệu, tiết tấu rộn ràng và tình cảm. Ca từ là nỗi lòng chàng trai khi nghĩ về người yêu đang say trong men tình đối với anh cô là tất cả niềm vui. Chỉ cần có người yêu bên cạnh, anh không còn tha thiết điều gì khác, bởi "môi em cười như chứa cả vườn xuân".

## Biểu diễn và đón nhận
"Bài ca Tết cho em" được Bảo Yến thể hiện lần đầu tiên. Đông đảo khán giả nhiều thế hệ vẫn nhớ bản đầu tiên do Bảo Yến thể hiện với hình ảnh Bảo Yến để tóc uốn xoăn, vừa hát vừa nhảy theo giai điệu, trở thành một trong những khoảnh khắc đáng nhớ suốt sự nghiệp Bảo Yến. Cô cho biết suốt 40 năm ca hát, không biết bao lần được khán giả đề nghị trình bày bài hát này.

## Đón nhận
Sau khi ra đời, bài hát lập tức trở nên phổ biến, thường được khán giả yêu cầu trên sóng phát thanh mỗi dịp Tết đến xuân về.